# Take My Breath
«Take My Breath» — песня, записанная канадским певцом The Weeknd и вышедшая 6 августа 2021 в качестве сингла его пятого студийного альбома Dawn FM. Тизер инструментальной части песни был впервые опубликован Weeknd в социальных сетях 2 августа 2021 года.

## История
The Weeknd впервые сообщил, что он работает над новым альбомом в сентябре 2020 года, в интервью Rolling Stone, в котором он заявил: «У меня может быть другой альбом, готовый к выходу к тому времени, когда этот карантин закончится». Позже, во время церемонии вручения награды 2021 Billboard Music Awards в мае 2021 года, он заявил в своей благодарственной речи: «Я просто хочу сказать, что After Hours закончились, и The Dawn приближается». The Weeknd продолжил упоминание о предстоящем проекте под рабочим названием «The Dawn» в социальных сетях в течение июня и июля, когда он раскрыл новый стиль своей следующей главы в новых коллаборациях «You Right» и «Better Believe», соответственно с Doja Cat и Belly и Young Thug, в течение этого периода, чтобы продемонстрировать это в визуальных эффектах для двух треков.

## Отзывы
Песня «Take My Breath» получила всеобщее признание. Вокал и продюсирование трека получили похвалу от Джо Линча из Billboard, который сравнил использование синтезатора с синтезаторным риффом, который использовался в сингле Донны Саммер 1977 года «I Feel Love». Бен Бомонт-Томас из The Guardian дал песне пятизвездочную оценку, заявив, что это «несомненный шедевр диско-попа». Автор Consequence of Sound Мэри Сироки похвалила «Take My Breath», «музыка пульсирует, почти головокружительная в своей танцевальной интенсивности от начала до конца, оставляя слушателя, соответственно, затаившим дыхание». Критик Джон Парелес из New York Times подчеркнул винтажную привлекательность пластинки: «диско-ритм, аккорды электрического пианино и фальцетный вокал в „Take My Breath“ напоминают винтажные Bee Gees».

## Коммерческий успех
В США сингл дебютировал на 6-м месте в Billboard Hot 100 (13-й его хит в лучшей десятке Hot 100 top 10), на 4-х местах в Streaming Songs и Digital Song Sales и на № 25 в Radio Songs. «Take My Breath» был доступен для покупки в первую неделю в виде цифровой загрузки (со скидкой до 69 центов) для его оригинальной версии, а также в расширенной и инструментальной форме, в то время как его оригинальный микс был также доступен в виде сингла на компакт-диске за 1,99 доллара. Кроме того, за неделю отслеживания на официальном канале YouTube The Weeknd было размещено шесть клипов с этой песней: официальное музыкальное видео; официальные аудио и лирические видео; его расширенная и инструментальная версии; и трактовка «XO Lens».

## Музыкальное видео
Музыкальное видео на песню «Take My Breath» было впервые выложено Weeknd в виде краткого тизера в социальных сетях с помощью самостоятельно выпущенных изображений видео в течение недели, предшествовавшей выпуску сингла. Первоначально предполагалось, что видео будет транслироваться перед показом в IMAX «Отряда самоубийц: Миссия навылет», но, как сообщается, показ был отменён из-за возможных проблем с эпилепсией в связи с «интенсивным стробоскопическим освещением», показанным в клипе. Видео было выпущено вместе с песней.

## Список композиций
Слова и музыка всех песен — Эйбела Тесфайе, Ахмада Балше, Макса Мартина и Оскара Холтера.
| №  | Название                            | Длительность |
| -- | ----------------------------------- | ------------ |
| 1. | «Take My Breath»                    | 3:43         |
| 2. | «Take My Breath» (Instrumental)     | 3:43         |
| 3. | «Take My Breath» (Extended Version) | 5:51         |

| №  | Название                                | Режиссёр | Длительность |
| -- | --------------------------------------- | -------- | ------------ |
| 4. | «Take My Breath (Official Music Video)» | Cliqua   | 3:44         |

## Чарты

### Еженедельные чарты
| Чарт (2021)                            | Высшая позиция |
| -------------------------------------- | -------------- |
| Аргентина (Argentina Hot 100)          | 56             |
| Австралия (ARIA)                       | 9              |
| Австрия (Ö3 Austria Top 40)            | 24             |
| Бельгия/Фландрия (Ultratop 50)         | 6              |
| Бельгия/Валлония (Ultratop 50)         | 8              |
| Канада (Billboard Canadian Hot 100)    | 3              |
| Канада (Billboard AC)                  | 8              |
| Канада (Billboard CHR/Top 40)          | 10             |
| Канада (Billboard Hot AC)              | 11             |
| СНГ (TopHit)                           | 8              |
| Чехия (Rádio — Top 100)                | 41             |
| Чехия (Singles Digitál Top 100)        | 24             |
| Финляндия (Suomen virallinen lista)    | 11             |
| Германия (GfK)                         | 18             |
| Мир (Billboard Global 200)             | 5              |
| Венгрия (Rádiós Top 40)                | 11             |
| Венгрия (Single Top 40)                | 7              |
| Венгрия (Stream Top 40)                | 20             |
| Ирландия (IRMA)                        | 11             |
| Италия (FIMI)                          | 49             |
| Литва (AGATA)                          | 10             |
| Нидерланды (Dutch Top 40)              | 7              |
| Нидерланды (Single Top 100)            | 17             |
| Новая Зеландия (Recorded Music NZ)     | 12             |
| Норвегия (VG-lista)                    | 9              |
| Польша (Polish Airplay Top 100)        | 13             |
| Португалия (AFP)                       | 15             |
| Россия (TopHit)                        | 10             |
| Швеция (Sverigetopplistan)             | 8              |
| Швейцария (Schweizer Hitparade)        | 10             |
| Великобритания (OCC UK Singles)        | 13             |
| США (Billboard Hot 100) ·              | 6              |
| США (Billboard Adult Pop Airplay)      | 13             |
| США (Billboard Dance/Mix Show Airplay) | 19             |
| США (Billboard Pop Airplay)            | 10             |
| США (Billboard Rhythmic)               | 16             |